# 迪莫斯塞尼斯·坦帕科斯
迪莫斯塞尼斯·坦帕科斯（希臘語：Δημοσθένης Ταμπάκος，1976年11月12日—），希腊男子竞技体操运动员。他曾代表希腊获得2000年夏季奥运会体操比赛男子吊环银牌和2004年吊环金牌。